# Włodawa
Włodawa (wymowaⓘ) – miasto we wschodniej Polsce, w województwie lubelskim, siedziba powiatu włodawskiego; położone na obszarze Garbu Włodawskiego, nad Włodawką i Bugiem przy granicy z Białorusią. Prawa miejskie otrzymała w 1534 r.
Włodawa leży na Polesiu, na terenie przedrozbiorowego województwa brzeskolitewskiego I Rzeczypospolitej (przed 1795 rokiem).
Według danych GUS z 31 grudnia 2019 r. Włodawa liczyła 13 066 mieszkańców.
Od 1 stycznia 1973 r. do 15 lipca 1992 w skład Włodawy wchodził Orchówek, miasto od 1506 do XVIII wieku i ponownie w latach 1775–1869, obecnie wieś w gminie Włodawa.

## Położenie historyczne
Włodawa pierwotnie położona była na obszarze Grodów Czerwieńskich, następnie należała do ziemi chełmskiej, stanowiącej część Rusi Czerwonej. W I połowie XIV wieku miejscowość została włączona do Wielkiego Księstwa Litewskiego, położona była w ziemi trockiej, przekształconej w XV wieku w województwo trockie. W 1520 Włodawę przyłączono do Podlasia, leżała w ziemi brzeskiej województwa podlaskiego. W 1566, po wydzieleniu województwa brzeskolitewskiego, miasto stało się częścią Polesia. W okresie Księstwa Warszawskiego (w każdym razie w okresie 1809–1815) należała do departamentu podlaskiego. Po stworzeniu Królestwa Polskiego znalazła się na terenie województwa podlaskiego, które w 1837 r. zostało przemianowane na gubernię podlaską i w 1844 r. włączone do guberni lubelskiej. Po powstaniu II Rzeczypospolitej znalazła się w województwie lubelskim. W okresie okupacji niemieckiej Włodawa należała do dystryktu lubelskiego Generalnego Gubernatorstwa. Po utworzeniu PRL leżała w województwie lubelskim, w latach 1975–1998 miasto administracyjnie należało do województwa chełmskiego.

## Historia

### Polska przedrozbiorowa

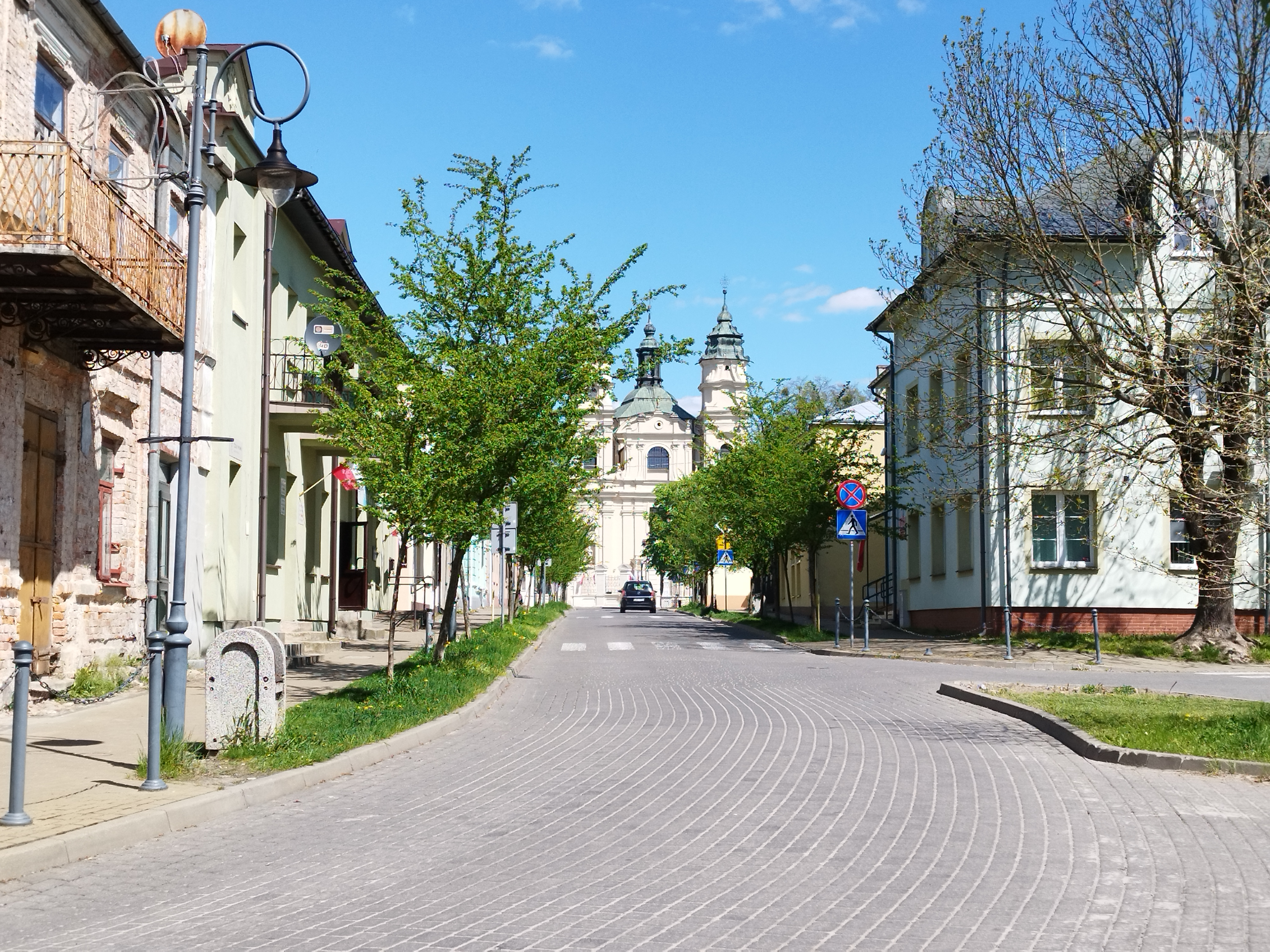
Ulica Kościelna w oddali kościół św. Ludwika

Historia Włodawy do połowy XV wieku nie jest dobrze znana z powodu braku źródeł. Wiadomo jednak, że istniała już w pierwszej połowie XIII wieku jako jeden z grodów księstwa halicko-wołyńskiego (wymieniona w 1242 roku w Kronice Halicko-Wołyńskiej) i już wtedy mieszkała w niej ludność polska, ruska i żydowska. Położenie nad wielką rzeką – Bugiem – sprzyjało szybkiemu rozwojowi miasta jako ośrodka handlowego i tranzytowego. Po lokacji miasta, która miała miejsce prawdopodobnie na początku XVI wieku, we Włodawie zaczęli coraz liczniej osiedlać się Niemcy, Ormianie, Czesi i Żydzi.
Od 1569 r. Włodawa na mocy unii lubelskiej stała się miastem granicznym, a rzeka Włodawka stanowiła granicę pomiędzy województwem brzeskolitewskim a województwem ruskim. W roku 1596 Włodawa przeszła w ręce Leszczyńskich. W 1629 roku właścicielem miasta w województwie brzeskolitewskim był Rafał Leszczyński. W 1624 r. wzniesiono we Włodawie szkołę i zbór kalwiński, czynny do 1698 roku. Ważnym wydarzeniem był zwołany do Włodawy w roku 1634 synod kalwiński, na który przybyli delegaci z całej Korony i Litwy w celu ustalenia jednolitych form obrzędowych.
W 1648 r. wojska Chmielnickiego zajęły i spustoszyły Włodawę, mordując znaczną część mieszkańców. Najazd szwedzki na Rzeczpospolitą (potop szwedzki) także nie ominął Włodawy, ponieważ już w 1657 roku miasto zostało splądrowane i dość mocno zniszczone przez wojska szwedzkie. Po tych wydarzeniach, królowie polscy nadawali włodawskim mieszczanom – zarówno chrześcijanom, jak i Żydom liczne przywileje, jednak nie mogło to zatrzymać postępującego upadku miasta. Kolejne wieki to rozwój gminy żydowskiej i stopniowe zwiększanie się liczby mieszkańców wyznania mojżeszowego. 
W końcu XVII w. dobra włodawskie przejął Rafał Leszczyński (ojciec późniejszego króla polskiego Stanisława). Będąc żarliwym katolikiem, zlikwidował tutejszy zbór i szkołę kalwińską. Po nim miasto przeszło w ręce Ludwia Konstantego Pocieja, który sprowadził do Włodawy paulinów z klasztoru na Jasnej Górze i ufundował klasztor. 
Podczas konfederacji barskiej 14–15 września 1769 w bitwie toczonej w odwrocie z Włodawy w kierunku Łomaz poległ Franciszek Ksawery Pułaski, śpieszący z pomocą bratu Kazimierzowi Pułaskiemu.

### Okres zaborów
W początkowym okresie zaborów, po III rozbiorze Polski w 1795 roku, Włodawa leżała w zaborze austriackim, a następnie od 1809 roku w Księstwie Warszawskim, ostatecznie po kongresie wiedeńskim w 1815 roku, jako część Królestwa Polskiego, została włączona do zaboru rosyjskiego (Imperium Rosyjskie). Administracja rosyjska pozostawała we Włodawie aż do 1915 roku (I wojna światowa), kiedy to została zajęta przez wojska niemieckie.
Podczas powstania styczniowego (1863-1864) mieszkańcy Włodawy oraz rejonu włodawskiego nie byli bierni i włączyli się w nurt działań patriotycznych oraz polskich walk narodowowyzwoleńczych. Okolice Włodawy wielokrotnie były areną walk i potyczek w trakcie insurekcji przeciwko rosyjskiemu zaborcy, miały one miejsce w Adamkach (7 marca 1863 r.), Lucie (7 marca 1863 r.), Suchawie i Wyrykach (6 lipca 1863 r.), Urszulinie (7 lipca 1863 r.) i Wytycznie (7 listopada 1863 r.). W różnych okresach przebywały tu niemal wszystkie większe oddziały podlaskie, dowodzone przez aktywnych i zasłużonych dowódców powstańczych w rejonie Włodawy, m. in. Karola Krysińskiego czy Marcina Borelowskiego „Lelewela”. Następstwem klęski powstania były represje władz carskich, nasilenie rusyfikacji i prześladowania religijne unitów, ale i katolików łacińskich. Zlikwidowano jedyną w mieście placówkę oświatową i skasowano zakon paulinów. W wyniku represji wiele miast utraciło prawa miejskie. Włodawa nie została jednak ich pozbawiona. Po powstaniu styczniowym Włodawa utraciła status miasta prywatnego, stając się własnością rządu carskiego.

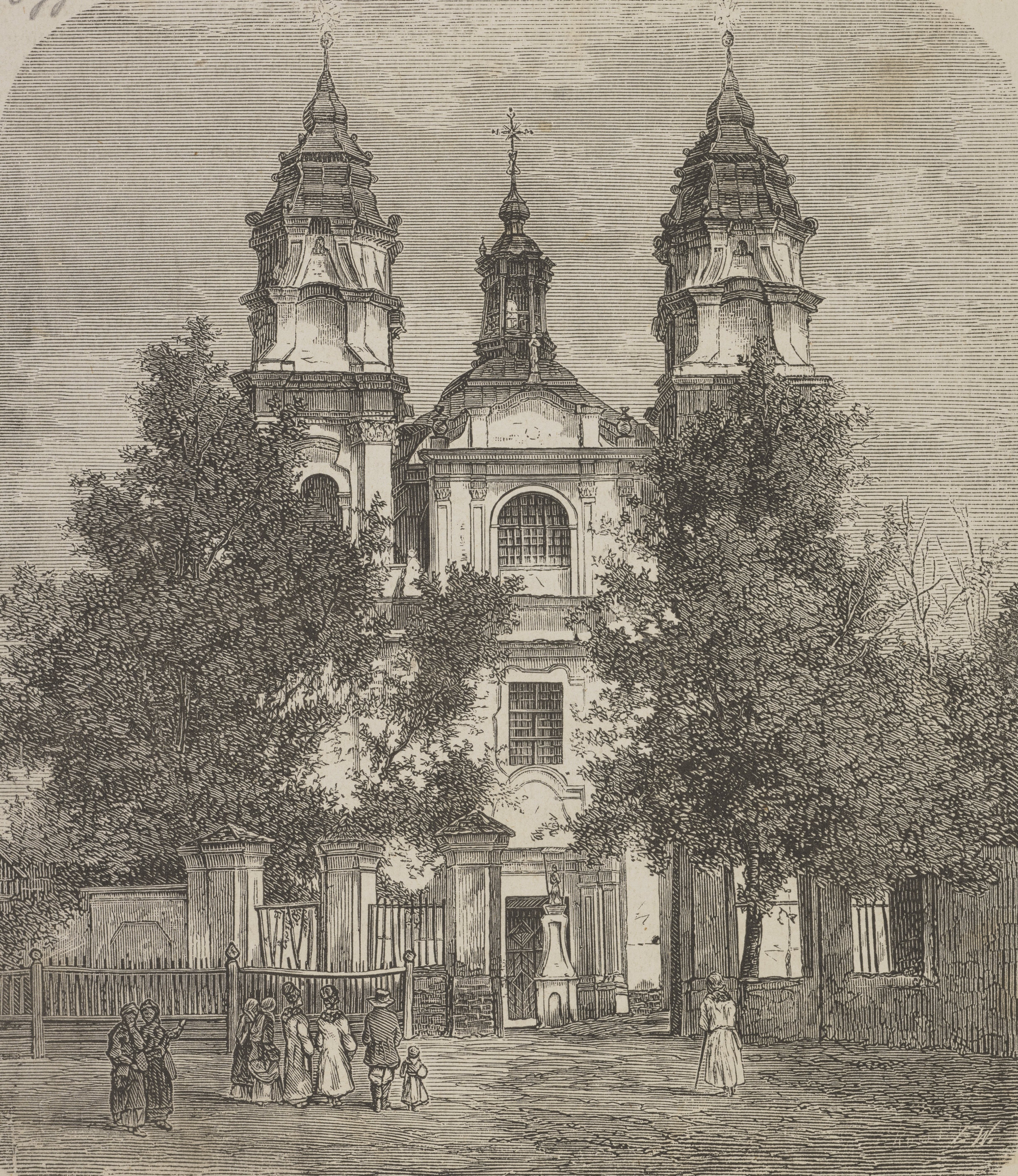
Kościół parafialny, 1871
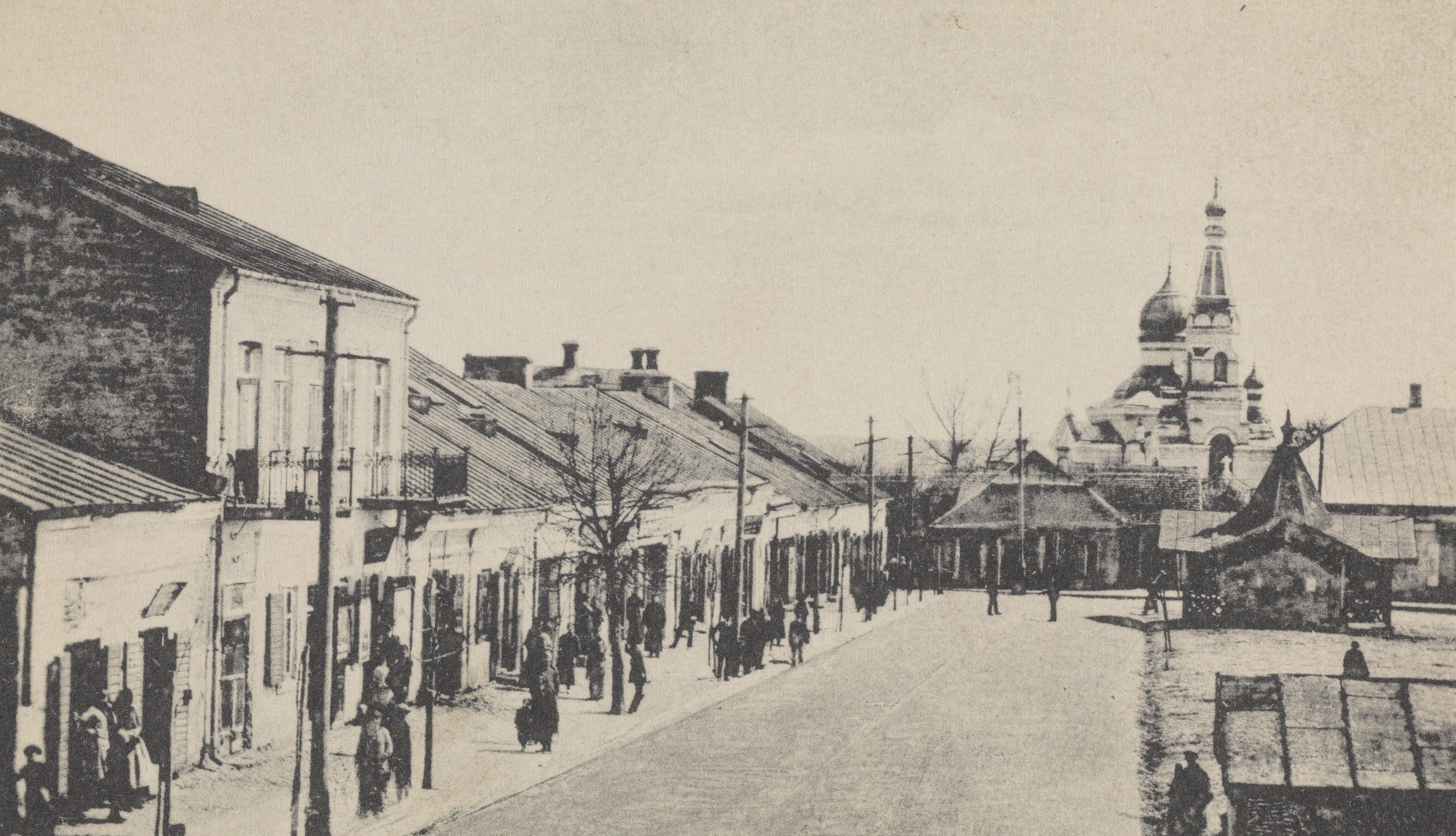
Rynek, 1923-1926
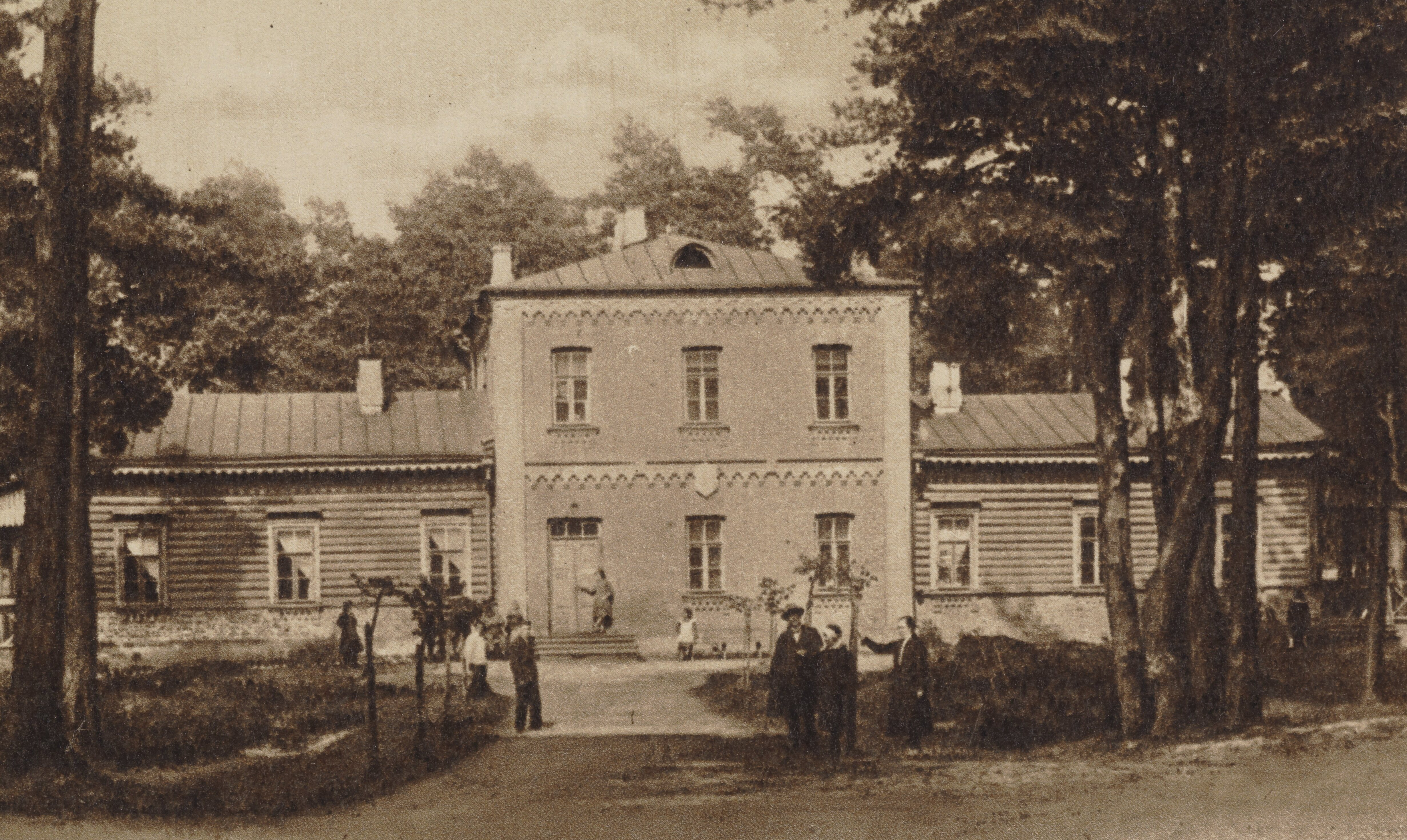
Pawilon sanatorium, 1926-1935

### XX w. i czasy najnowsze
W 1918 roku Włodawa stała się częścią niepodległego państwa polskiego. 15 marca 1923 powstał klub sportowy „Sokół” Włodawa, rok później zmienił nazwę na „Włodawija”, a w roku 1956 przyjął dzisiejszą nazwę – „Włodawianka”.
Przed II wojną światową we Włodawie były dwie synagogi, bet midrasz, dom modlitwy, szkoła talmud-tora, mykwa i cmentarz żydowski; działały dwie kapele klezmerskie i klub sportowy „Makabi”. W 1920 r. oddziały ukraińskie Symona Petlury dokonały w mieście mordu 46 Żydów.
W czasie niemieckiej agresji na Polskę, we Włodawie uruchomiono wojskową tzw. policyjną zaporę pomagającą zabłąkanym żołnierzom polskim dotrzeć do formowanych jednostek Wojska Polskiego. 
Pod koniec września w 1939 roku na mocy rozkazu gen. bryg. Franciszka Kleeberga utworzono tzw. Rzeczpospolitą Włodawską – ostatni (poza Helem i upadającą Warszawą) bastion niepodległej II Rzeczypospolitej.
Holocaust zmienił diametralnie oblicze miasteczka, które było już wówczas od dawna typowym sztetlem. Większość żydowskich mieszkańców Włodawy zginęła w obozie zagłady w Sobiborze. Po wojnie pożydowskie budynki wykorzystywano m. in. jako magazyny, zaś macewy z cmentarza służyły często do brukowania ulic.
2 czerwca 1944 roku w lasach włodawskich została zrzucona grupa organizacyjna komunistycznego Polskiego Sztabu Partyzanckiego pod dowództwem płk. Roberta Satanowskiego, który utworzył zgrupowanie partyzanckie „Jeszcze Polska nie zginęła”[wymaga weryfikacji?]. 23 lipca 1944 roku miasto zostało zajęte przez oddziały radzieckie 47 Armii 1 Frontu Białoruskiego. W drugiej połowie 1944 roku miasto było siedzibą sztabu 1 Frontu Białoruskiego pod dowództwem marsz. Konstantego Rokossowskiego.
Po wojnie toczyły się tu walki między oddziałami antykomunistycznej partyzantki oraz UPA a siłami bezpieczeństwa nowej władzy. Zginął m. in. I sekretarz komitetu powiatowego PPR Józef Kiełb. 2 listopada 1945 roku w zasadzce w lasach włodawskich zginęła grupa 13 milicjantów i 5 żołnierzy KBW. Po wojnie ku czci poległych funkcjonariuszy nowej władzy postawiono dwa pomniki – jeden na rynku oraz drugi przy ul. Partyzantów.
22 lipca 1964 wybuchł wielki pożar, który strawił kilkadziesiąt drewnianych domów, będących wówczas dominującą zabudową miasta. Pożar wybuchł na terenie jednej z dawnych dzielnic miasta, znajdującej się przy drodze w kierunku Woli Uhruskiej. Przyczyną pożaru było zwarcie instalacji elektrycznej. Na domiar złego wiele domostw we Włodawie było wówczas krytych strzechą i przez kilka dni utrzymywały się wysokie temperatury. Wszystko to razem sprawiało, że ogień wydawał się nie do powstrzymania. W akcji gaszenia gigantycznego pożaru, poza włodawskimi strażakami, uczestniczyli także ich koledzy z OSP m. in. w Orchówku i Wereszczynie. Ich wysiłek miał się koncentrować przede wszystkim na niedopuszczeniu ognia do składnicy paliw CPN. W pożarze spłonęło 80 domów, jedna osoba zginęła.
W 1973 roku oddano do użytku Nadbużańskie Zakłady Garbarskie zatrudniające ponad 1 tys. pracowników; wraz z nimi przy ul. Chełmskiej wybudowano osiedle mieszkaniowe dla pracowników. W 1981 utworzono Muzeum Pojezierza Łęczyńsko-Włodawskiego (obecnie Muzeum – Zespół Synagogalny we Włodawie), które przejęło dawne synagogi, przekształcając je w budynki muzealne.
Stopa bezrobocia w marcu 2010 roku wynosiła 22,2%.
Miasto 18 września 2019 roku odwiedził Prezydent Rzeczypospolitej Polskiej Andrzej Duda. Poparł on wcześniejszą inicjatywę mieszkańców i samorządu w sprawie utworzenia przejścia granicznego, a która ze względu pogarszanie się stosunków białorusko-polskich wkrótce straciła rację bytu.
W 2019 roku miały rozpocząć się prace rewitalizacyjne w centrum miasta. Plan zakładał remont parku przy ul. Kościuszki, budowę Powiatowego Centrum Usług Społecznych, budowę miejskiego centrum monitoringu, budowę Promenady Nadbużańskiej oraz rewitalizację rynku miejskiego, która zakładała wycięcie większości rosnących tam drzew (miało zostać 8 z kilkudziesięciu) i położenie tam kostki porfirowej, ustawienie nowych ławek oraz nowe nasadzenia drzew lub ustawienie drzew w donicach i budowa dwóch fontann. Tego typu plany miejscy ekolodzy określili „betonozą”, a wskutek tego mieszkańcy wyrazili sprzeciw wobec takiego projektu. W liście otwartym do burmistrza miasta domagali się wprowadzenia zmian w projekcie i zachowania drzew, pod którym podpisały się 3032 osoby. Burmistrz po dłuższej dyskusji zgodził się na zmianę planu i pozostawienie drzew na rynku. Zmiany nie dotyczyły pozostałych części projektu rewitalizacji, które mogły być realizowane wedle pierwotnych planów. Rewitalizacja rynku po przeprojektowaniu została rozpoczęta w 2020 r. i ukończona w lipcu 2022.

## Zabytki
- Barokowy kościół parafialny pw. św. Ludwika z lat 1739–1752, zbudowany według projektu włoskiego architekta Pawła Fontany. Obok klasztor ojców paulinów.
- Cerkiew prawosławna pw. Narodzenia Przenajświętszej Bogurodzicy, wzniesiona w latach 1840–1843, przebudowana w latach 90. XIX w. Początkowo unicka, po 1875 prawosławna. Reprezentuje styl bizantyjsko-rosyjski z elementami klasycystycznymi. Świątynia parafialna.
- Wielka Synagoga wzniesiona w roku 1764, przy której znajdują się jeszcze dwa pokrewne budynki (Mała Synagoga oraz Bejt ha-midrasz).
- „Czworobok” – budowla w kształcie kwadratu z dziedzińcem w środku – zabytek unikatowy, najprawdopodobniej jedyny tego rodzaju w Polsce. Czworobok należał do włodawskich rajców, kupców i rzemieślników, w większości Żydów.

### Nieistniejące
- Stary cmentarz żydowski – założony w XVIII wieku.
- Nowy cmentarz żydowski – założony w XIX wieku.

## Kultura

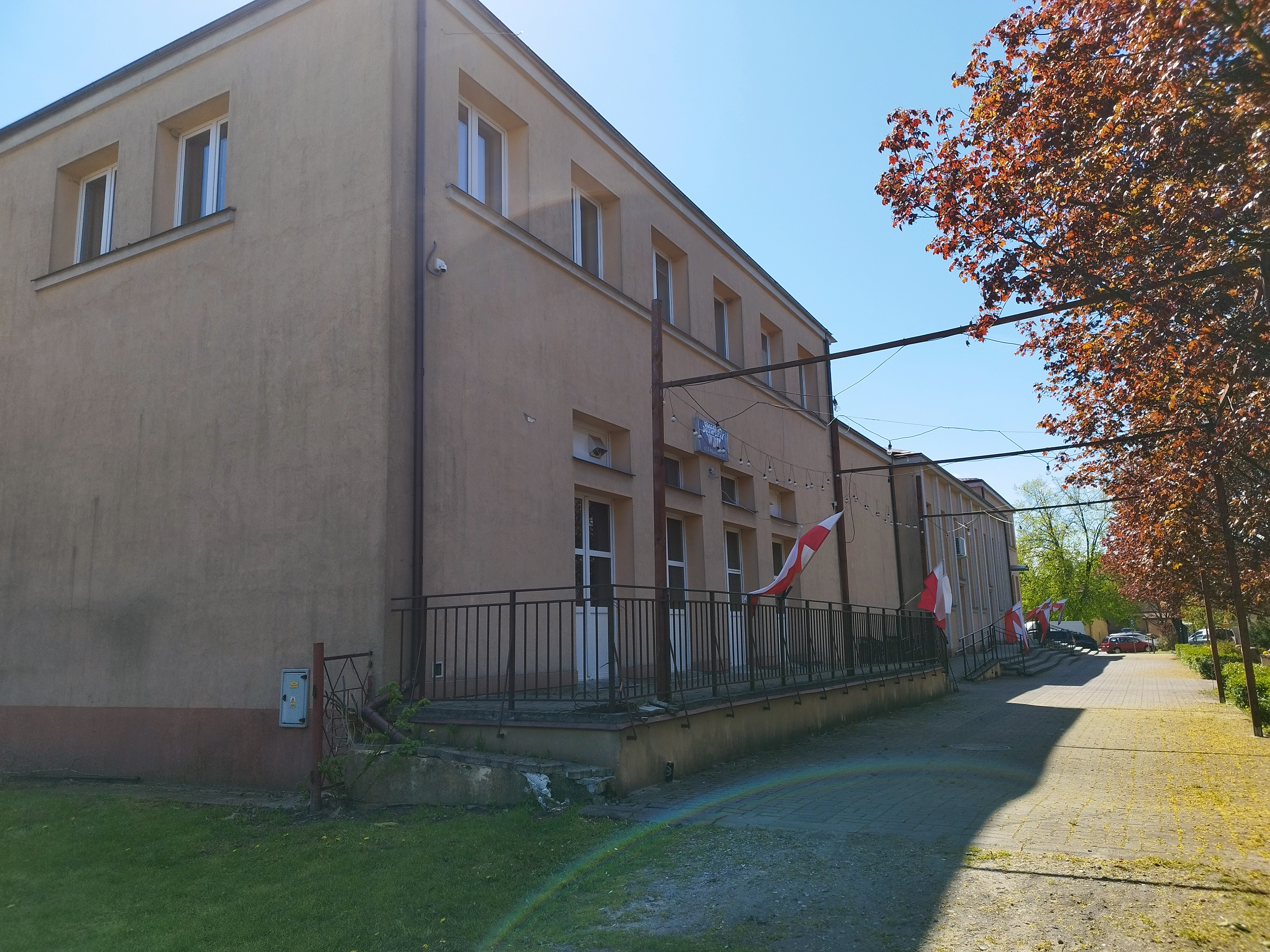
Włodawski Dom Kultury

Włodawa przez wieki była miastem, w którym w zgodzie żyli obok siebie Polacy, Rusini (Ukraińcy) oraz Żydzi, którzy do II wojny światowej stanowili ponad 60% jego ludności. Tradycję wielokulturowości upamiętnia i kultywuje coroczny Festiwal Trzech Kultur (kultur: żydowskiej, polskiej i ruskiej, związanych z trzema religiami: katolicyzmem, prawosławiem i judaizmem). We Włodawie odbywa się także corocznie Międzynarodowe Poleskie Lato z Folklorem, na które do Włodawy zjeżdżają zespoły z całego świata i uczestniczą w uroczystej paradzie ulicami miasta, a następnie występują w miejskiej muszli koncertowej.
Instytucje kultury:
- Młodzieżowy Dom Kultury im. Oskara Kolberga, ul. Partyzantów 17[29] jest odpowiedzialny za prowadzenie zajęć z młodzieżą. MDK organizuje różnego rodzaju zajęcia, między innymi: zajęcia plastyczne, zajęcia rytmiczne, zajęcia z tańca współczesnego, zajęcia wokalne, zajęcia teatralne, zajęcia z baletu klasycznego oraz zajęcia informatyczno-multimedialne. Przy MDK działa Zespół Tańca Ludowego „Włodawiacy”, w którym uczestniczą głównie uczniowie klas VI, VII oraz VIII szkół podstawowych, ale także uczniowie klas szkół średnich. W repertuarze grupa posiada tańce narodowe: krakowiak z lajkonikiem, kujawiak z oberkiem, polonez oraz tańce regionalne: lubelskie, kaszubskie. Grupa reprezentuje placówkę na Przeglądach Dziecięcych Zespołów Tańca Ludowego „Taneczny Krąg”, który odbywa się w Przemyślu, Wojewódzkich Przeglądach Zespołów Tańca Ludowego we Włodawie, Ogólnopolskich Spotkaniach dziecięcych Zespołów Tańca Ludowego „Lasowiaczek” w Stalowej Woli, zdobywając nagrody i wyróżnienia. Grupa bierze udział w imprezach okolicznościowych organizowanych przez placówkę, a także imprezach organizowanych przez władze samorządowe na terenie miasta i powiatu[30].
- Włodawski Dom Kultury, al. J. Piłsudskiego 10[31] działający jako instytucja gminy miejskiej od 1953 roku, jest odpowiedzialny za upowszechnianie kultury we Włodawie. Podejmując inicjatywy o charakterze artystycznym, edukacyjnym, społecznym, angażuje mieszkańców do współtworzenia kulturalnych wydarzeń. WDK organizuje wystawy, spotkania autorskie, wernisaże, warsztaty, a także cykliczne imprezy. Przy WDK działa Zespół Tańca Ludowego „Polesie”, w skład którego wchodzi kapela ludowa, grupy taneczne, zespoły wokalne.
- Miejska Biblioteka Publiczna, ul. Przechodnia 13[32] – najstarsza instytucja kultury w powiecie włodawskim funkcjonująca od 1946 r. Oprócz statutowych zadań, czyli gromadzenia i udostępniania zbiorów, jest zaangażowana w szereg działań kulturalnych. W ramach działalności odbywają się wernisaże, spotkania autorskie, warsztaty, zajęcia dla najmłodszych oraz seniorów. W gmachu mieści się stała przestrzeń wystawiennicza. Instytucja włącza się w wiele ogólnokrajowych akcji, programów i projektów: Dyskusyjne Kluby Książki, Narodowe Czytanie, Noc Bibliotek, Mała książka – wielki człowiek, Program Rozwoju Bibliotek.
- Muzeum Zespół Synagogalny, ul. Czerwonego Krzyża 7[33], mieszczący się w kompleksie budynków posynagogalnych. W placówce prezentowana jest stała wystawa, ukazująca dziedzictwo kulturowe miasta i regionu, tradycje lokalne, historię przenikania się kultur, wyjątkowość pogranicza. Muzeum jest organizatorem Festiwalu Trzech Kultur, najważniejszej, odbywającej się cyklicznie, imprezy kulturalnej.
- Szkoła Muzyczna I stopnia, ul. Szkolna 7[34] rozpoczęła działalność 1 września 2015, jest publiczną szkołą artystyczną, jedyną tego typu w mieście, dającą podstawy wykształcenia muzycznego i przygotowującą do dalszego kształcenia w szkole muzycznej II stopnia lub wyższej. Organem założycielskim i prowadzącym Szkołę jest Gmina Miejska Włodawa. Nadzór pedagogiczny nad Szkołą sprawuje Minister Kultury i Dziedzictwa Narodowego za pośrednictwem Centrum Edukacji Artystycznej w Warszawie.
- Biblioteka Pedagogiczna, ul. Sierpińskiego 4.

Cykliczne imprezy organizowane we Włodawie:
- Festiwal Trzech Kultur
- Międzynarodowe Poleskie Lato z Folklorem
- Dni Włodawy
- Sobótki poleskie
- Festiwal Sztuk Naturalnych „Zew Natury”[35]
- Festiwal Kulinarny i Energii Kobiecej „Krasowe smaki i talenty”
- Międzynarodowy Trójstyk Literacki
- Orszak Trzech Króli
- Bieg Pamięci Żołnierzy Wyklętych Tropem Wilczym
- Moto-Majówka
- Wrak Race
- Festiwal Sztuki Ulicy
- Zlot Food Trucków

## Edukacja

### Przedszkola
- Miejskie Przedszkole Integracyjne we Włodawie, ul. Szkolna 5
- Przedszkole Miejskie nr 1 we Włodawie, ul. Słowackiego 16
- Przedszkole Miejskie nr 2 we Włodawie, ul. Zbigniewa Sierpińskiego 4
- Niepubliczne Przedszkole „Mała Akademia”, ul. 11 Listopada 5b

### Szkoły podstawowe
- Szkoła Podstawowa nr 2 we Włodawie, ul. Kopernika 3
- Szkoła Podstawowa nr 3 we Włodawie, ul. Zbigniewa Sierpińskiego 4
- Szkoła Podstawowa Specjalna nr 4 we Włodawie, ul. Partyzantów 13

### Szkoły ponadpodstawowe
- Liceum Ogólnokształcące im. Tadeusza Kościuszki we Włodawie, ul. Szkolna 1
- Zespół Szkół Zawodowych nr 1 i II Liceum Ogólnokształcące we Włodawie, ul. Modrzewskiego 24
- Zasadnicza Szkoła Zawodowa Specjalna we Włodawie, ul. Partyzantów 13

## Wspólnoty wyznaniowe

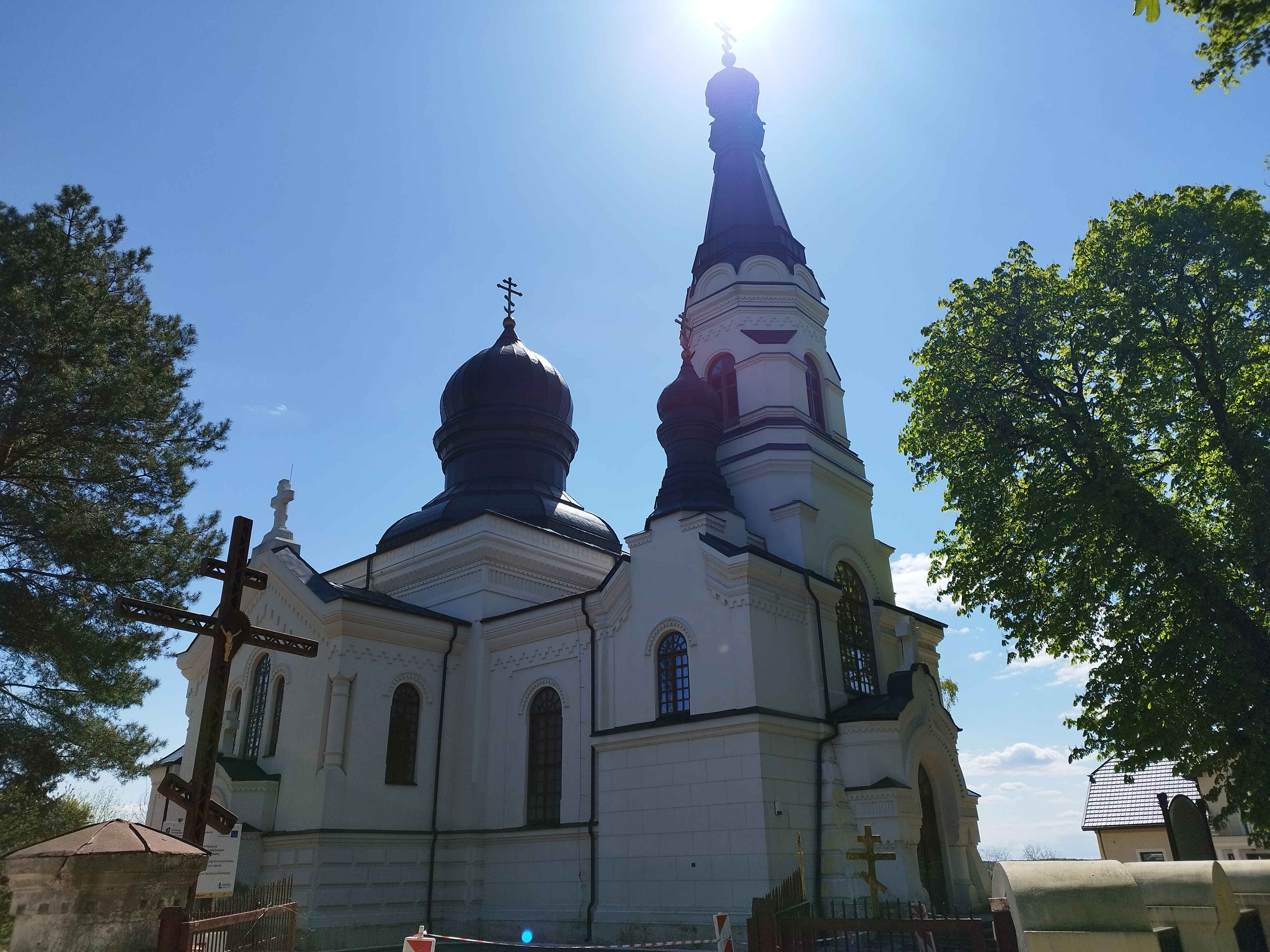
Cerkiew prawosławna (wcześniej greckokatolicka) we Włodawie

Na terenie miasta działalność religijną prowadzą następujące Kościoły i związki wyznaniowe:
- Kościół rzymskokatolicki:
  - parafia Najświętszego Serca Jezusowego
  - parafia św. Ludwika
- Polski Autokefaliczny Kościół Prawosławny:
  - parafia Narodzenia Przenajświętszej Bogurodzicy
- Kościół Adwentystów Dnia Siódmego:
  - zbór we Włodawie
- Świadkowie Jehowy:
  - zbór Włodawa (Sala Królestwa ul. Światowida 19)[36].

## Gospodarka

### Przemysł
We Włodawie znajdują się zakłady mięsne firmy P.P.H.U. Gramar sp. z o.o. Krzysztofa Łojewskiego, które są obecnie największym zakładem we Włodawie. Poza tym we Włodawie nie ma większych zakładów czy fabryk. Brak przemysłu powoduje odpływ ludności z miasta poszukującej pracy w innych większych miastach.

### Handel

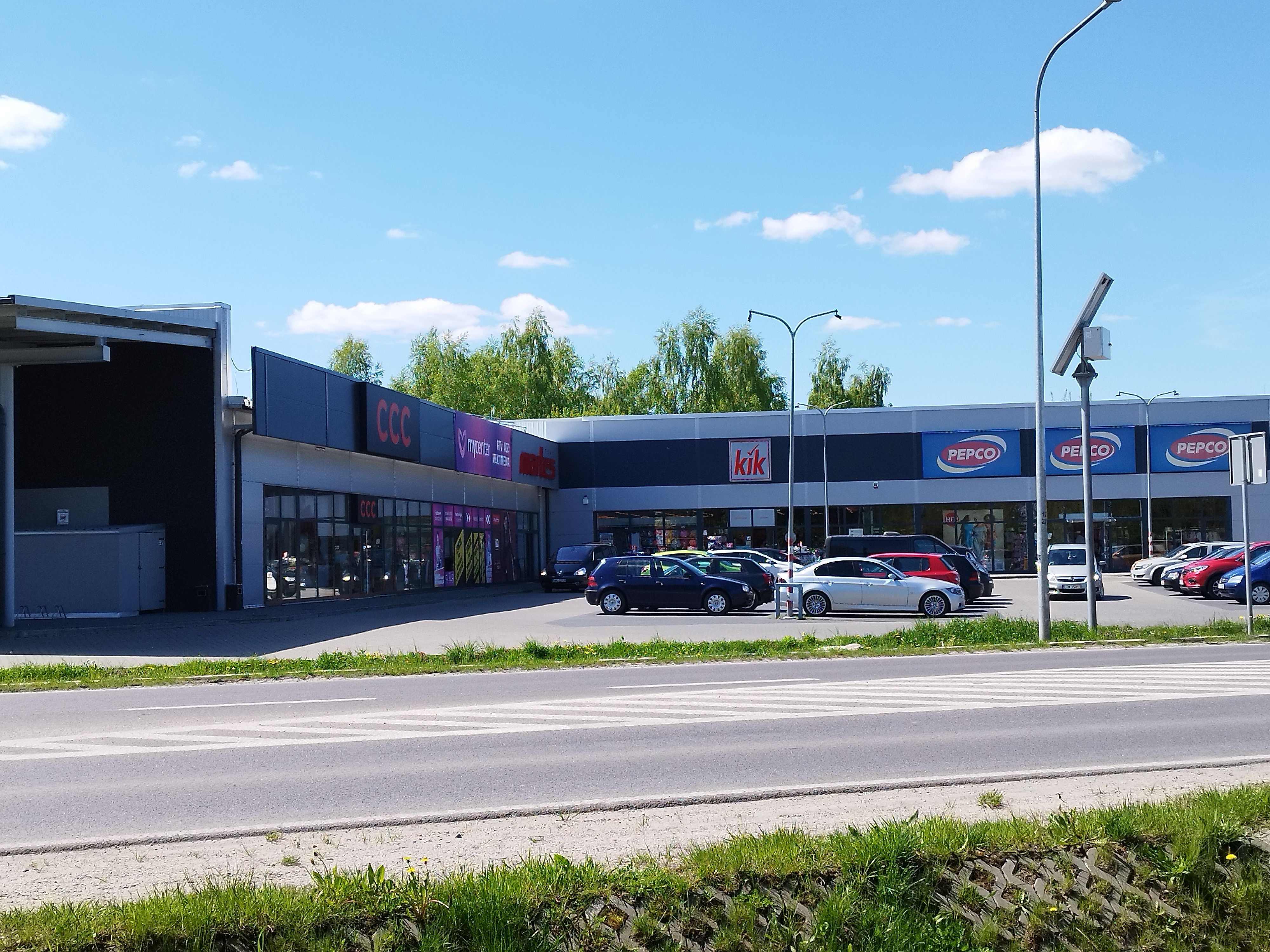
Park Handlowy we Włodawie

We Włodawie działają 2 markety firmy Jerónimo Martins – Biedronka, jeden market Netto, jeden market Stokrotka, jeden market Lidl, sieć delikatesów firmy Slawex s.c. Janusza Sławińskiego wraz z piekarnią i magazynem hurtowym oraz trzy Żabki (Rynek 2, ul. Chełmska 2 i Al. J. Piłsudskiego 85) i kilka innych sklepów. Działa tu także Park Handlowy Włodawa przy ul. Korolowskiej 33, otwarty w 2018 roku, gdzie znajdują się sklepy: CCC, Sinsay, KiK oraz Pepco. W mieście znajduje się także sklep PSB-Mrówka oraz Media Expert. W mieście znajdują się 2 targowiska: „Mały Rynek” przy ul. Księcia Andrzeja Sanguszki oraz nowoczesne Targowisko Miejskie „Mój Rynek” znajdujące się na rogu ulic Długiej i Lubelskiej.

### Usługi
W mieście działają firmy budowlane m. in.: FHU Handbud, Wzurib. Firmy dostarczające internet w mieście to ET-Media oraz Efekt Serwis. W mieście ma swoją siedzibę firma ECPS Group (Auto-West), zajmująca się sprzedażą oryginalnych części oraz produkcją części zamiennych do luksusowych samochodów takich jak: Lamborghini, Ferrari, Maserati oraz wiele innych. Działa tu także Miejskie Przedsiębiorstwo Gospodarki Komunalnej, zapewniające usługi komunalne dla miasta. W mieście oprócz tu wymienionych znajduje się jeszcze wiele innych mniejszych firm usługowych.

### Turystyka
Z powodu braku przemysłu miasto utrzymuje się głównie z turystyki. Pobliskie Jezioro Białe przyciąga ogromną liczbę turystów, którzy wybierają się na zakupy do Włodawy lub na zwiedzanie włodawskich zabytków lub muzeum. Mimo tak dogodnego położenia miasto ma słabe zaplecze noclegowe i gastronomiczne, które faktycznie skupia się w bliskiej Okunince. We Włodawie funkcjonuje jednak kilka hoteli i punktów gastronomicznych, takich jak: Gościniec Podkowa, Kawiarnia Centrum, Bar 816, Bistro JaGa, Kameleon, Atmosfera Caffe, Restauracja Venus, Panorama Café, Bordo Café, Sivas Kebab, MyKebab.

## Transport
- Włodawa jest ważnym węzłem drogowym. W mieście krzyżują się drogi krajowe i wojewódzkie:Instalacja artystyczna „Pomnik Hydraulika” na rondzie we Włodawie
  - 82 Lublin – Włodawa

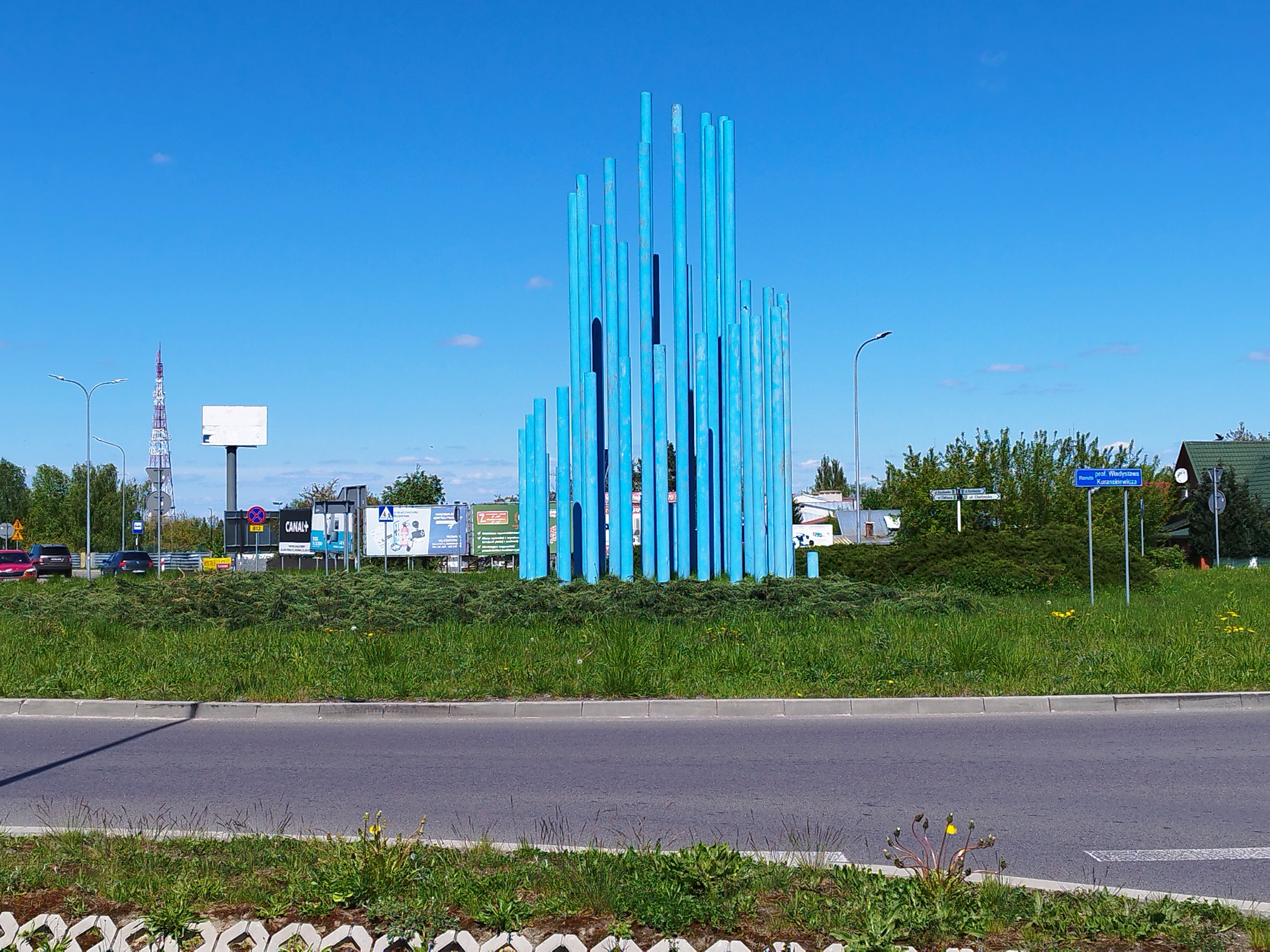
Instalacja artystyczna „Pomnik Hydraulika” na rondzie we Włodawie

  - 812 Krasnystaw – Chełm – Włodawa – Wisznice – Biała Podlaska
  - 816 Zosin – Dorohusk – Włodawa – Sławatycze – Terespol
- Miasto posiada połączenia autobusowe z: Lublinem, Chełmem, Warszawą i wieloma innymi mniejszymi miejscowościami. Transport zapewniają przewoźnicy prywatni m. in. firma TRANS-MAR sp. z o.o, VikiBus oraz przewoźnicy indywidualni.
- Do Włodawy prowadzi 9 linii komunikacji podmiejskiej prowadzonej przez powiat, są to linie: nr 1: Holeszów – Lack – Włodawa, nr 2: Kosyń – Wola Uhruska – Włodawa, nr 3: Krzywowierzba – Wyryki – Włodawa, nr 4: Lubień – Wołoskowola – Włodawa, nr 5: Urszulin – Hańsk – Włodawa, nr 6: Sławatycze – Hanna – Włodawa, nr 7: Hańsk – Szcześniki – Żłobek – Włodawa, nr 8: Włodawa – Uhrusk– Włodawa, oraz nr 9: Włodawa – Suchawa – Włodawa[37].
- Do podwłodawskiego Orchówka dochodzi linia kolejowa nr 81 Chełm – Włodawa, gdzie znajduje się przystanek Włodawa[38]. Ruch pasażerski na tej trasie został wstrzymany w listopadzie 2002 roku. Od 11 sierpnia do 7 października 2012 kursowały jednak pomiędzy stacją Włodawa a Chełmem szynobusy, reaktywowane z pieniędzy lokalnych samorządów w sezonie turystycznym. Było to pierwsze połączenie pasażerskie od 2002 roku[39]. Od tego czasu szynobusy kursują na linii każdego roku w sezonie turystycznym. Stały ruch pasażerski ma wrócić na tę trasę, w roku 2019 zatwierdzono program Kolej+, w którego skład wchodzi rewitalizacja linii kolejowej nr 81 i reaktywacja połączenia pasażerskiego linii Chełm – Włodawa oraz przedłużenie linii kolejowej do samego miasta przez Okuninkę oraz utworzenie stacji: Włodawa Miasto[40]. Obecnie trwa wykonywanie dokumentacji projektowej rewitalizacji linii kolejowej[41].
- W 2011 przy Al. J. Piłsudskiego otworzono sanitarne lądowisko.
- Z dniem 30 września 2016 roku spółka PKS Włodawa zakończyło działalność przewozową[42], a w miejscu dworca zbudowano blok mieszkalny. W 2018 roku we Włodawie powstał Park Handlowy przy ul. Korolowskiej 33 z częścią dworcową, do której miał zostać przeniesiony dworzec autobusowy we Włodawie[43], plany jednak zaniechano, a na budowę dworca w ramach Zintegrowanych Inwestycji Terytorialnych, zdecydował się urząd miasta[44].
- W mieście dawniej funkcjonowała i jest planowana ponownie komunikacja miejska[45].
- W mieście było planowane utworzenie drogowego przejścia granicznego Włodawa-Tomaszówka.

## Osiedla mieszkalne we Włodawie
Włodawa dawniej była podzielona na dzielnice, dzielnice zostały zniesione po odłączeniu się jednej z nich (Orchówka), oficjalnie miasto już nie jest podzielone na osiedla ani dzielnice, jego obszary obecnie nazywane są jedynie umownie lub od nazw osiedli mieszkaniowych, miejscowych tradycji czy okolicznych ulic.
- Osiedle Podzamcze – jedno z włodawskich osiedli mieszkaniowych (dawna dzielnica), znajduje się w obszarze pomiędzy rzeką Bug, rzeką Włodawką a Kościołem św. Ludwika. Jego zabudowa składa się głównie z domów jednorodzinnych. Zostało tak nazwane z powodu legendy, która głosi, że kiedyś na terenie obecnego klasztoru oo. Paulinów znajdował się zamek, a że teren osiedla leży niżej od miejsca znajdowania się byłego zamku, nazwano je podzamczem. Na terenie osiedla znajduje się muszla koncertowa, ruiny starej kaflarni, stary młyn wodny (obecnie w trakcie przebudowy), a w listopadzie 2020 znajdzie się tam Promenada Nadbużańska.
- Osiedle Kraszewskiego – kolejne z osiedli mieszkaniowych Włodawy, położone jest w obrębie ulic: Chełmskiej, Waligóry, Zabagonie i Kraszewskiego. Jego zabudowa to głównie domy jednorodzinne. W początkowych latach istnienia osiedla potocznie nazywane „Nowy Holeszów”, Spowodowane było to tym, że jedni z pierwszych mieszkańców osiedla pochodzili ze wsi Holeszów i jej okolic w gminie Hanna. Do dziś potocznie nazywane jest „Osiedlem Holeszów”.
- Osiedle Cegielnia – najnowsze osiedle w mieście. Położone jest na północny wschód od ul. Chełmskiej i osiedla Holeszów. Ma składać się z domów jednorodzinnych, zostało utworzone w 2016 roku[47].
- Osiedle Zabagonie – osiedle (dawna dzielnica) położone przy ulicy o tej samej nazwie, składa się głównie z domów jednorodzinnych.
- Osiedle Śródmieście – osiedle znajdujące się przy ul. Lubelskiej oraz al. Józefa Piłsudskiego. Za jego centrum nieoficjalnie uznaje się skrzyżowanie wymienionych wcześniej ulic. Na jego terenie znajduje się cmentarz parafialny, oraz wiele domów jednorodzinnych oraz teren po byłym tartaku.
- Osiedle Wojska Polskiego – najstarsze osiedle blokowe Włodawy, złożone z kilku bloków pochodzenia powojskowego, położone przy ul. Wojska Polskiego. Bloki służyły jako mieszkania personelu dawnej włodawskiej bazy wojskowej.
- Osiedle Piastowska – położone pomiędzy ul. 1000 lecia PP oraz ul. Kotlarską. Złożone z 3 punktowców, bloku w kształcie litery L z pawilonem handlowym oraz 2 pięciokondygnacyjnych bloków. Było to pierwsze spółdzielcze osiedle Włodawy.
- Osiedle Rynek – położone pomiędzy ul. Rynek i ul. Trębacką, składa się z kilku kamienic oraz 2 bloków, jeden z bloków osiedla (Rynek 4) posiada na swojej fasadzie w jego wschodniej części słynny Włodawski zegar słoneczny.
- Osiedle Tysiąclecia – nazwane na cześć 1000 lecia Państwa Polskiego położone przy ulicy o tej samej nazwie, składa się obecnie z 7 pięciokondygnacyjnych bloków.
- Osiedle Koszary – położone na terenie po byłej jednostce wojskowej, znajduje się tam placówka Straży Granicznej, kilka firm świadczących usługi, budynki socjalne, domy jednorodzinne oraz znajdzie się tam Powiatowe Centrum Usług Społecznych.
- Osiedle Jubileuszowe – kolejne ze spółdzielczych osiedli, znajduje się pomiędzy ul. Wyrykowską i ul. Suchawską, składa się z 4 trzykondygnacyjnych, dwuklatkowych bloków, które pokrywa żółta blaszana elewacja.
- Osiedle Reymonta – składa się z 3 osiedli bloków mieszkalnych Osiedla Reymonta I, II i III i znajduje się pomiędzy ulicami: al. Jana Pawła II, ul. Pocztową, ul. Romualda Mielczarskiego oraz ul. Przechodnią. Jest to największe osiedle blokowe w mieście. Jest jednym z bardziej rozpoznawalnych osiedli, często nazywane potocznie osiedlem blaszaków. Nazwa ta wzięła się od pokrycia elewacji bloków osiedla Reymonta I szarą blachą, która służy do ocieplenia bloków. Na jego terenie znajduje się budynek handlowy Przechodnia 22 oraz Przedszkole Miejskie nr. 1.
- Osiedle Wspólna – położone przy ul. Wspólnej naprzeciwko Nadleśnictwa Włodawa i w okolicy cmentarza komunalnego. Składa się z dwóch trzykondygnacyjnych bloków.
- Osiedle Parkowe – położone pomiędzy ul. Chełmską oraz al. Jana Pawła II, nazwa pochodzi od położenia obok parku miejskiego. Jest także zwane potocznie przez mieszkańców Osiedlem Łamańców. Nazwa potoczna wynika z faktu wybudowania dwóch z nich na rzutach: uproszczonej litery Z (blok nr 29) oraz odwróconej litery L (blok nr 33). Oprócz tych dwóch wymienionych bloków składa się jeszcze z jednego punktowca.
- Osiedle Garbarskie – osiedle znajdujące się pomiędzy ul. Chełmską oraz al. Jana Pawła II, Składa się z 3 bloków wybudowanych w stylu grzebieniowym (Chełmska bloki 15, 17, 19) przez dawne Nadbużańskie Zakłady Przemysłu Skórzanego „Polesie”, dawnego hotelu Garbarskiego (obecnie blok nr 27), nowego bloku (Chełmska 11), jednego punktowca (Chełmska 13, zwanego potocznie blokiem klawiszowym, z powodu dawnego właściciela bloku – zakładu karnego, w którym mieszkali pracownicy więzienia), bloku Chełmska 7. Można też do niego zaliczyć supermarket SLAWEX, który znajduje się w budynku dawnej stołówki Garbarskiej.
- Osiedle Białe – położone przy ul. Chełmskiej oraz ul. Korolowskiej, składa się z 5 bloków. Spośród czterech planowanych oryginalnie wykonano trzy niewysokie, liczące po trzy kondygnacje budynki kryte kolorowymi dachami dwuspadowymi. Zaprojektowano je na rzutach w kształcie litery L (ul. Korolowska 18 i 16) oraz zbliżonym do podkowy (ul. Chełmska 23). Do osiedla zalicza się także niewielki jednoklatkowy blok (ul. Adama Mickiewicza 4) oraz nowo wybudowany, nowoczesny dwuklatkowy blok przy ul. Chełmskiej z nr. 21A znajdujący się na terenie placu manewrowego dawnego dworca PKS Włodawa.
- Osiedle Kleeberga – znajduje się na obszarze ograniczonym ulicami: Chełmską, Lubelską i Korolowską. Oryginalnie zostało zaprojektowane, składające się z siedmiu bloków, spółdzielcze Osiedle gen. Kleeberga, które miało powstać wraz z nowo budowaną Szkołą Podstawową nr 3 imienia gen. Kleeberga. Z oryginalnego planu zbudowano jedynie 3 bloki, wykopano oraz wylano fundamenty pod czwarty blok i wykopano rów pod fundamenty bloku piątego. Oostatecznie blok czwarty został wybudowany, ale nie według oryginalnego planu, który zakładał zbudowanie go na planie litery L tak jak sąsiedni blok (Chełmska 8). Rów zasypano i zbudowano na nim parking, a rów pod blok piąty został zasypany, ponieważ zaczął służyć za wysypisko odpadów budowlanych. W miejscu planowanych bloków piątego, szóstego i siódmego może powstać nowoczesne osiedle, jednak data jego powstania jest obecnie nieznana.
- Osiedle Słoneczny Dom – osiedle składające się z 3 bloków mieszkalnych zbudowanych już w nowoczesnym stylu przez prywatnego dewelopera. Znajduje się pomiędzy ul. Lubelską, ul. Zbigniewa Sierpińskiego oraz ul. Chełmską.
- Osiedle Lalki – osiedle, w którego skład wchodzą ulice: Rzeckiego, Izabeli Łęckiej i Wokulskiego. Znajduje się niedaleko Osiedla Zabagonie. Nazwy ulic, wchodzących w skład tego osiedla, pochodzą od imion i nazwisk bohaterów powieści Bolesława Prusa „Lalka”- stąd pochodzi właśnie nazwa tego osiedla.
- Osiedle Kamienne – osiedle domków jednorodzinnych znajdujące się przy ulicach z nazwami różnego rodzaju kamieni (głównie szlachetnych). Na jego terenie znajduje się parafia pw. Najświętszego Serca Jezusowego.

## Struktura powierzchni i układ urbanistyczny
Zabudowa Włodawy rozciągnięta jest południkowo wzdłuż Bugu, który stanowi wschodnią granicę miasta. Osią zabudowy są dwie równoległe względem siebie ulice, mianowicie al. Jana Pawła II i ul. J. Piłsudskiego, przechodząca na północy w ul. Długą, a na południu w ul. Kraszewskiego.
Południowa część Włodawy charakteryzuje się zwartą zabudową jednorodzinną, która, podążając na północ, ustępuje miejsca zabudowie szeregowej. Miasto w środkowej części dzieli się na dwa sektory. W sektorze wschodnim, części środkowej, znajduje się obszerny kwadratowy rynek, w jego centralnej części znajduje się zespół kramów i jatek (Czworobok). Zarówno dookoła samego rynku, jak też przy odchodzących od niego wąskich, bocznych uliczkach stoi wiele zabytkowych kamieniczek. W tym rejonie znajdują się trzy perły architektoniczne Włodawy: barokowy kościół (XVIII w.) wraz z przyległym do niego klasztorem (XVII w.), synagoga (XVIII w.) oraz cerkiew prawosławna (XIX w.). Sektor zachodni części środkowej charakteryzuje się blokową zabudową wielorodzinną (bloki 2–5 kondygnacyjne), a także usługowo-przemysłową (szczególnie wzdłuż ul. Lubelskiej).
Północna część miasta to głównie zabudowa jednorodzinna, z wyjątkiem usytuowanego w tym rejonie osiedla wojskowego (bloki 3–5 kondygnacji), a także bloków w rejonie ulic Wspólnej, Sybiraków i Szpitalnej (3 kondygnacje). Najdalej na północ (północny wschód) wysuniętym fragmentem miasta jest teren po byłej jednostce wojskowej (obecnie głównie zabudowa jednorodzinna i usługowo-przemysłowa).
Według danych z roku 2002 Włodawa ma obszar 18,67 km², w tym: użytki rolne: 50%, a użytki leśne: 10%.

## Klimat
Klimat Włodawy kształtowany jest przez masy suchego i mroźnego powietrza kontynentalnego. Lato tutaj jest ciepłe – średnia temperatura w lipcu to +18 °C, zimą −6,5 °C, częste są poranne przymrozki jesienią i wiosną.

## Statystyki
Miasto stanowi 1,49% powierzchni powiatu.

### Wiek i płeć mieszkańców

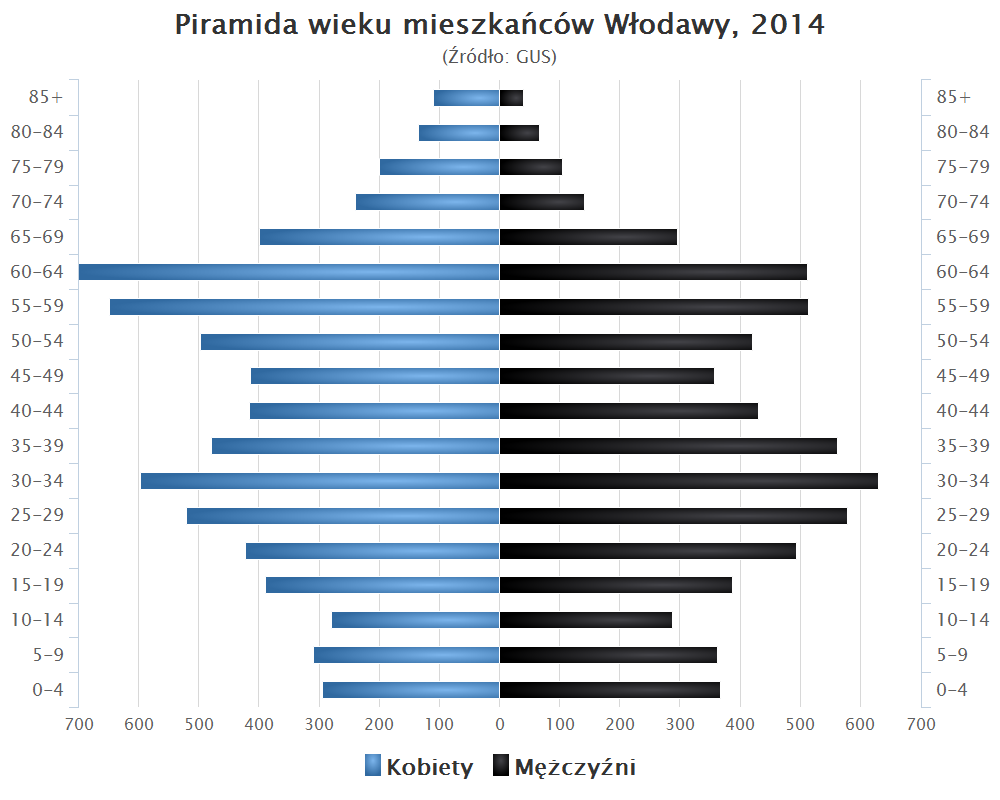
Piramida wieku mieszkańców Włodawy w 2014 roku

## Demografia

### Przyrost naturalny
- 1950 rok – 201
- 1960 rok – 84
- 1970 rok – 48
- 1980 rok – 185
- 1983 rok – 225
- 1985 rok – 171
- 1990 rok – 118
- 1995 rok – 38
- 1999 rok – 37
- 2000 rok – 23
- 2005 rok – 32
- 2006 rok – −19
- 2021 rok – −114
- 2022 rok – −39

### Saldo migracji
- 1980 rok – 255
- 1985 rok – 114
- 1990 rok – 155
- 1995 rok – 18
- 2000 rok – −23
- 2021 rok – −59
- 2022 rok – −51

## Współpraca międzynarodowa
Miasta i gminy partnerskie:

- Rejon brzeski[13]
- Szack[13][49]
- Rejon szacki[13]
- Luboml[13]
- Rejon lubomelski[13]
- Kamieniec Podolski[50]
- Kirjat Mockin[51]
- Lanczchuti[52]

## Sąsiednie gminy
Włodawa (gmina wiejska), Wyryki.
Gmina sąsiaduje z Białorusią (sielsowiet Tomaszówka w rejonie brzeskim). Na południe od granic miasta znajduje się też granica z Ukrainą (graniczy z nią wiejska gmina Włodawa).

## Włodawa w literaturze pięknej
W powieści Henryka Sienkiewicza Ogniem i mieczem Rzędzian spotkał w zajeździe we Włodawie Bohuna, publicznie podającego się za szlachcica Hulewicza z Podola, leczącego rany po pojedynku z Michałem Wołodyjowskim, gdy mu się po wypadku – przewróceniu wozu w Parczewie – rany otworzyły. Tutaj Bohun wyjawił Rzędzianowi miejsce ukrycia kniaziówny Heleny Kurcewiczówny u Horpyny, w jarze nad Waładynką, niedaleko Raszkowa.

## Włodawa w filmie
- W filmie Wrota Europy (1999) we Włodawie sfilmowano ujęcia z Rohaczowa.
- W filmie Akcja Brutus (1971) we Włodawie sfilmowano ujęcia dotyczące aresztowania majora „Boruty”.

## Szlaki turystyczne
Nadbużański szlak rowerowy